# Mont Maudit
Der Mont Maudit ist ein 4465 m hoher Berg in den französischen Alpen.
Er liegt in der Mont-Blanc-Gruppe am Mont-Blanc-Nordostgrat, der von der Aiguille du Midi auf den 4810 m hohen Hauptgipfel der Gruppe führt. Die Talorte für Besteigungen des Gipfels sind das französische Chamonix und Courmayeur in Italien.

## Geschichte
Der Berg wurde erstmals durch die Engländer Henry Seymour King und William Edward Davidson am 12. September 1878 bestiegen. Sie wurden geführt durch die Schweizer Bergführer Johann Jaun der Jüngere und Johann von Bergen.
Bei einem Lawinenunglück am Mont Maudit sind am 12. Juli 2012 neun Menschen beim Anstieg zum Mont Blanc ums Leben gekommen. Es war seit Jahren das schwerste Unglück in der Mont-Blanc-Gruppe. Ein weiteres Lawinenunglück forderte am 16. August 2016 drei Todesopfer, als ein in Chamonix ansässiger deutscher Bergführer und seine beiden Klientinnen von kollabierenden Séracs mitgerissen wurden.

## Routen
Der Mont Maudit wird in den meisten Fällen nicht als eigenständige Bergfahrt bestiegen, sondern wird bei der Besteigung des Mont Blanc von der Aiguille du Midi bzw. der Cosmiques-Hütte aus besucht. Von beiden Stützpunkten aus führt der Aufstieg zunächst zum Col du Midi und von dort über die Nordwestflanke zum Col du Mont Maudit (4354 m). Von dort gelangt man in 40 Minuten über den Nordwestgrat (I. Schwierigkeitsgrad) auf den Gipfel. Insgesamt beträgt die Gehzeit 6–7 Stunden vom Col du Midi; dieser Aufstieg kann im Winter auch als Skitour durchgeführt werden.
Aus den vielen weiteren Anstiegen auf den Mont Maudit hebt sich der Südostgrat in seiner Bekanntheit heraus. Er wurde zum ersten Mal von Moriz von Kuffner, Alexander Burgener und Joseph Furrer im Juli 1887 begangen und wird aus diesem Grund auch Kuffner-Grat genannt. Die Tour bietet kombiniertes Klettern, Steilheiten im Eis von bis zu 60° und Fels-Schwierigkeiten im III. und IV. Schwierigkeitsgrad. Ausgangspunkt für diesen mindestens sieben Stunden in Anspruch nehmenden Aufstieg ist der Col du Trident (3609 m), in dessen Nähe sich mit dem Fourche-Biwak (3679 m) eine Übernachtungsmöglichkeit befindet.